# Maldamore
Maldamore è un film del 2014 diretto da Angelo Longoni, con Luca Zingaretti, Ambra Angiolini, Alessio Boni e Luisa Ranieri.

## Trama
Paolo fa il musicista ed è sposato con Sandra, i due hanno difficoltà a concepire un figlio. La sorella di Paolo si chiama Veronica ed è sposata con Marco. Tuttavia una sera Paolo e Marco si confessano a vicenda di avere tradito le rispettive mogli, ma non sanno che le due donne li stanno ascoltando.

## Riconoscimenti
- 2014 - Nastro d'argento
  - Premio Guglielmo Biraghi a Eugenio Franceschini
  - Nomination Migliore attrice non protagonista a Claudia Gerini
  - Nomination Migliore canzone originale (Siedimi accanto) a Sergio Cammariere